# Mac Hughes
Mac Hughes (ur. 18 listopada 1932 w Albury, zm. 29 stycznia 2021 w Brisbane) – australijski rugbysta grający w trzeciej linii młyna, reprezentant kraju.
Uczęszczał do Sydney's Mosman Preparatory School oraz Sydney Church of England Grammar School, gdzie grał w pierwszym zespole rugby, początkowo w formacji ataku. Studiował na UTS, a następnie w St Paul’s College University of Sydney.
Został wybrany do stanowej drużyny Nowej Południowej Walii, w której rozegrał dziewięć spotkań.
Podczas sprawdzianów australijskiej reprezentacji w 1953 roku zwrócił na siebie uwagę selekcjonerów i został niespodziewanie powołany na tournée Wallabies do RPA. Jego rywalami w trzeciej linii młyna byli wówczas Col Windon, Brian Johnson, Keith Cross i Dave Brockhoff, ale po kilku występach w spotkaniach z lokalnymi drużynami znalazł się w wyjściowym składzie na otwierającym serię testmecz ze Springboks, zagrał także w pozostałych trzech. W kolejnym roku nie zagrał przeciw odwiedzającym Australię Fidżyjczykom, bowiem był wówczas w Nowej Zelandii kapitanem reprezentacji australijskich uniwersytetów, powrócił do tego kraju w roku 1955 już z Wallabies. Zagrawszy we wszystkich trzech testmeczach serii w ostatnim z nich zdobył z przyłożenia swoje jedyne punkty w kadrze. Ustalona wówczas trójka trzeciej linii młyna Cross-Hughes-John Thornett zagrała wspólnie także oba domowe testmecze z RPA w roku 1956. W roku następnym Hughes nie wziął udziału w meczach z wizytującymi Nowozelandczykami z powodu kontuzji, a po raz ostatni z kadrą wyjechał na odbywające się na przełomie lat 1957/58 tournée po północnej półkuli, w ramach którego wystąpił we wszystkich pięciu testmeczach. Łącznie zatem w latach 1953–1958 rozegrał czternaście testmeczów dla australijskiej reprezentacji.
Po tym tournée pozostał w Anglii, gdzie dalej studiował architekturę, występował w klubie Blackheath FC, a także trzykrotnie zagrał dla Barbarians.